# Nancy Simons
Nancy Joan Simons, po mężu Peterson (ur. 20 maja 1938 w Oakland) – amerykańska pływaczka. Srebrna medalistka olimpijska z Melbourne.
Zawody w 1956 były jej jedynymi igrzyskami olimpijskimi. Zdobyła srebro w sztafecie. Partnerowały jej Shelley Mann, Sylvia Ruuska i Joan Rosazza. 